# Tuscumbia, Alabama
Tuscumbia là một thành phố thuộc quận Colbert, tiểu bang Alabama, Hoa Kỳ. Dân số năm 2009 là 8374 người, mật độ đạt 370 người/km².